# Medaller dels Jocs Olímpics d'estiu de 1984
El medaller dels Jocs Olímpics d'Estiu de 1984 presenta totes les medalles lliurades als esportistes guanyadors de les proves disputades en aquest esdeveniment, realitzat entre el 28 de juliol i el 12 d'agost de 1984 a la ciutat de Los Angeles (Estats Units d'Amèrica).
Les medalles apareixen agrupades pels Comitès Olímpics Nacionals participants i s'ordenen de forma decreixent contant les medalles d'or obtingudes; en cas d'haver empat, s'ordena d'igual forma contant les medalles de plata i, en cas de mantenir-se la igualtat, es conten les medalles de bronze. Si dos equips tenen la mateixa quantitat de medalles d'or, plata i bronze, es llisten en la mateixa posició i s'ordenen alfabèticament.

## Medaller
| Jocs Olímpics d'Estiu de 1984 | Jocs Olímpics d'Estiu de 1984      | Jocs Olímpics d'Estiu de 1984 | Jocs Olímpics d'Estiu de 1984 | Jocs Olímpics d'Estiu de 1984 | Anells Olímpics |
| Posició                       | País                               | Or                            | Argent                        | Bronze                        | Total           |
| 1                             | Estats Units (USA)                 | 83                            | 61                            | 30                            | 172             |
| 2                             | Romania (ROU)                      | 20                            | 16                            | 17                            | 53              |
| 3                             | República Federal d'Alemanya (FRG) | 17                            | 19                            | 23                            | 59              |
| 4                             | República Popular de la Xina (CHN) | 15                            | 8                             | 9                             | 32              |
| 5                             | Itàlia (ITA)                       | 14                            | 6                             | 12                            | 32              |
| 6                             | Canadà (CAN)                       | 10                            | 18                            | 16                            | 44              |
| 7                             | Japó (JPN)                         | 10                            | 8                             | 14                            | 32              |
| 8                             | Nova Zelanda (NZL)                 | 8                             | 1                             | 2                             | 11              |
| 9                             | Iugoslàvia (YUG)                   | 7                             | 4                             | 7                             | 18              |
| 10                            | Corea del Sud (KOR)                | 6                             | 6                             | 7                             | 19              |
| 11                            | Regne Unit (GBR)                   | 5                             | 11                            | 21                            | 37              |
| 12                            | França (FRA)                       | 5                             | 7                             | 16                            | 28              |
| 13                            | Països Baixos (NED)                | 5                             | 2                             | 6                             | 13              |
| 14                            | Austràlia (AUS)                    | 4                             | 8                             | 12                            | 24              |
| 15                            | Finlàndia (FIN)                    | 4                             | 2                             | 6                             | 12              |
| 16                            | Suècia (SWE)                       | 2                             | 11                            | 16                            | 29              |
| 17                            | Mèxic (MEX)                        | 2                             | 3                             | 1                             | 6               |
| 18                            | Marroc (MAR)                       | 2                             | 0                             | 0                             | 2               |
| 19                            | Brasil (BRA)                       | 1                             | 5                             | 2                             | 8               |
| 20                            | Espanya (ESP)                      | 1                             | 2                             | 2                             | 5               |
| 21                            | Bèlgica (BEL)                      | 1                             | 1                             | 2                             | 4               |
| 22                            | Àustria (AUT)                      | 1                             | 1                             | 1                             | 3               |
| 23                            | Kenya (KEN)                        | 1                             | 0                             | 2                             | 3               |
| 23                            | Portugal (POR)                     | 1                             | 0                             | 2                             | 3               |
| 25                            | Pakistan (PAK)                     | 1                             | 0                             | 0                             | 1               |
| 26                            | Suïssa (SUI)                       | 0                             | 4                             | 4                             | 8               |
| 27                            | Dinamarca (DEN)                    | 0                             | 3                             | 3                             | 6               |
| 28                            | Jamaica (JAM)                      | 0                             | 1                             | 2                             | 3               |
| 28                            | Noruega (NOR)                      | 0                             | 1                             | 2                             | 3               |
| 30                            | Grècia (GRE)                       | 0                             | 1                             | 1                             | 2               |
| 30                            | Nigèria (NGR)                      | 0                             | 1                             | 1                             | 2               |
| 30                            | Puerto Rico (PUR)                  | 0                             | 1                             | 1                             | 2               |
| 30                            | Colòmbia (COL)                     | 0                             | 1                             | 0                             | 1               |
| 33                            | Costa d'Ivori (CIV)                | 0                             | 1                             | 0                             | 1               |
| 33                            | Egipte (EGY)                       | 0                             | 1                             | 0                             | 1               |
| 33                            | Irlanda (IRL)                      | 0                             | 1                             | 0                             | 1               |
| 33                            | Perú (PER)                         | 0                             | 1                             | 0                             | 1               |
| 33                            | Síria (SYR)                        | 0                             | 1                             | 0                             | 1               |
| 33                            | Tailàndia (THA)                    | 0                             | 1                             | 0                             | 1               |
| 40                            | Turquia (TUR)                      | 0                             | 0                             | 3                             | 3               |
| 40                            | Veneçuela (VEN)                    | 0                             | 0                             | 3                             | 3               |
| 42                            | Algèria (ALG)                      | 0                             | 0                             | 2                             | 2               |
| 43                            | Camerun (CMR)                      | 0                             | 0                             | 1                             | 1               |
| 43                            | Xina Taipei (TPE)                  | 0                             | 0                             | 1                             | 1               |
| 43                            | República Dominicana (DOM)         | 0                             | 0                             | 1                             | 1               |
| 43                            | Islàndia (ISL)                     | 0                             | 0                             | 1                             | 1               |
| 43                            | Zàmbia (ZAM)                       | 0                             | 0                             | 1                             | 1               |
| Total                         | Total                              | 226                           | 219                           | 243                           | 688             |